# Georg Jensen
Pour les articles homonymes, voir Jensen.
Georg Jensen, né le 31 août 1866 à Raadvad et mort le 2 octobre 1935 à Hellerup, est un designer danois qui fut spécialiste du travail de l'argent.

## Postérité

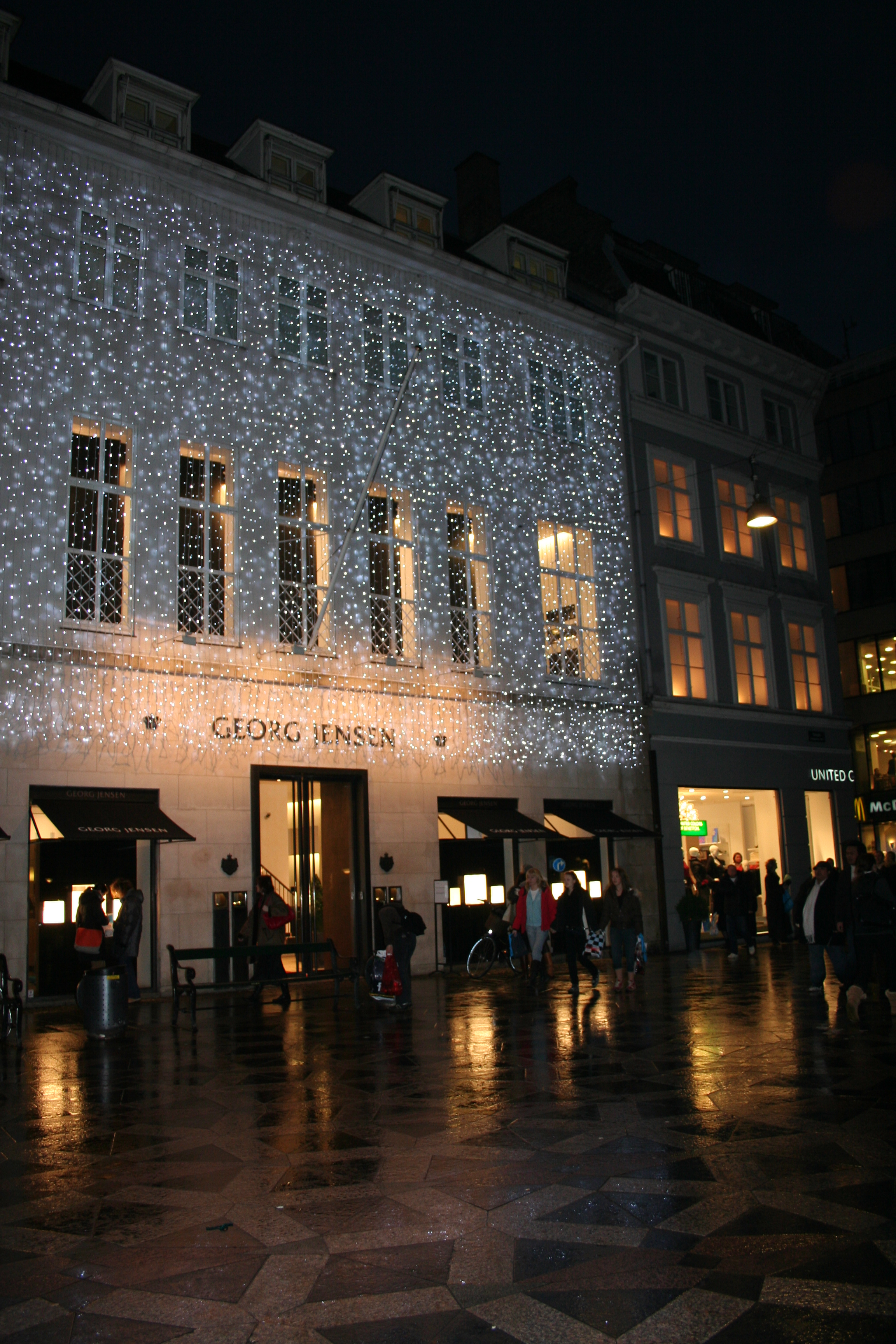
Un magasin Georg Jensen à Copenhague pendant les fêtes de fin d'année.

Georg Jensen a laissé son nom à une marque de luxe proposant aussi bien des bijoux que des produits décoratifs pour la maison.